# Luksemburg (miasto)
Luksemburg (lb. Lëtzebuerg, fr. Luxembourg, niem. Luxemburg) – miasto i gmina, siedziba administracyjna kantonu Luksemburg oraz stolica Wielkiego Księstwa Luksemburga. Do 3 października 2015 miasto leżało w dystrykcie Luksemburg. Jest centrum administracyjnym i finansowym państwa; położone na południu kraju, nad miejscem połączenia rzek Alzette i Pétrusse. W Luksemburgu ma swoją siedzibę kilka instytucji Unii Europejskiej, w tym jej Trybunał Sprawiedliwości. Liczy 132 780 mieszkańców (1 stycznia 2023) i tym samym jest pod względem liczby mieszkańców największym miastem w kraju.

## Historia

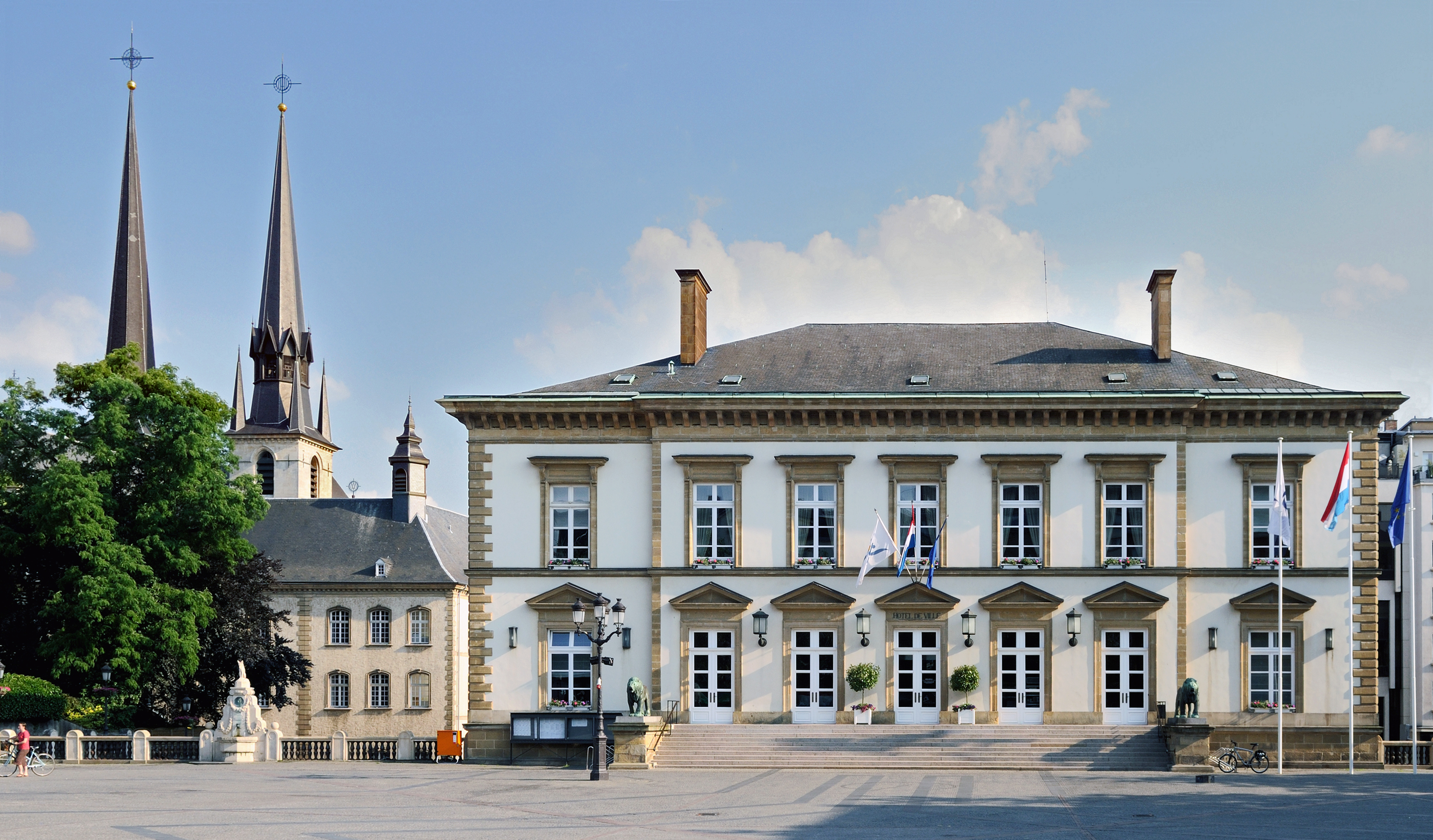
Ratusz miasta

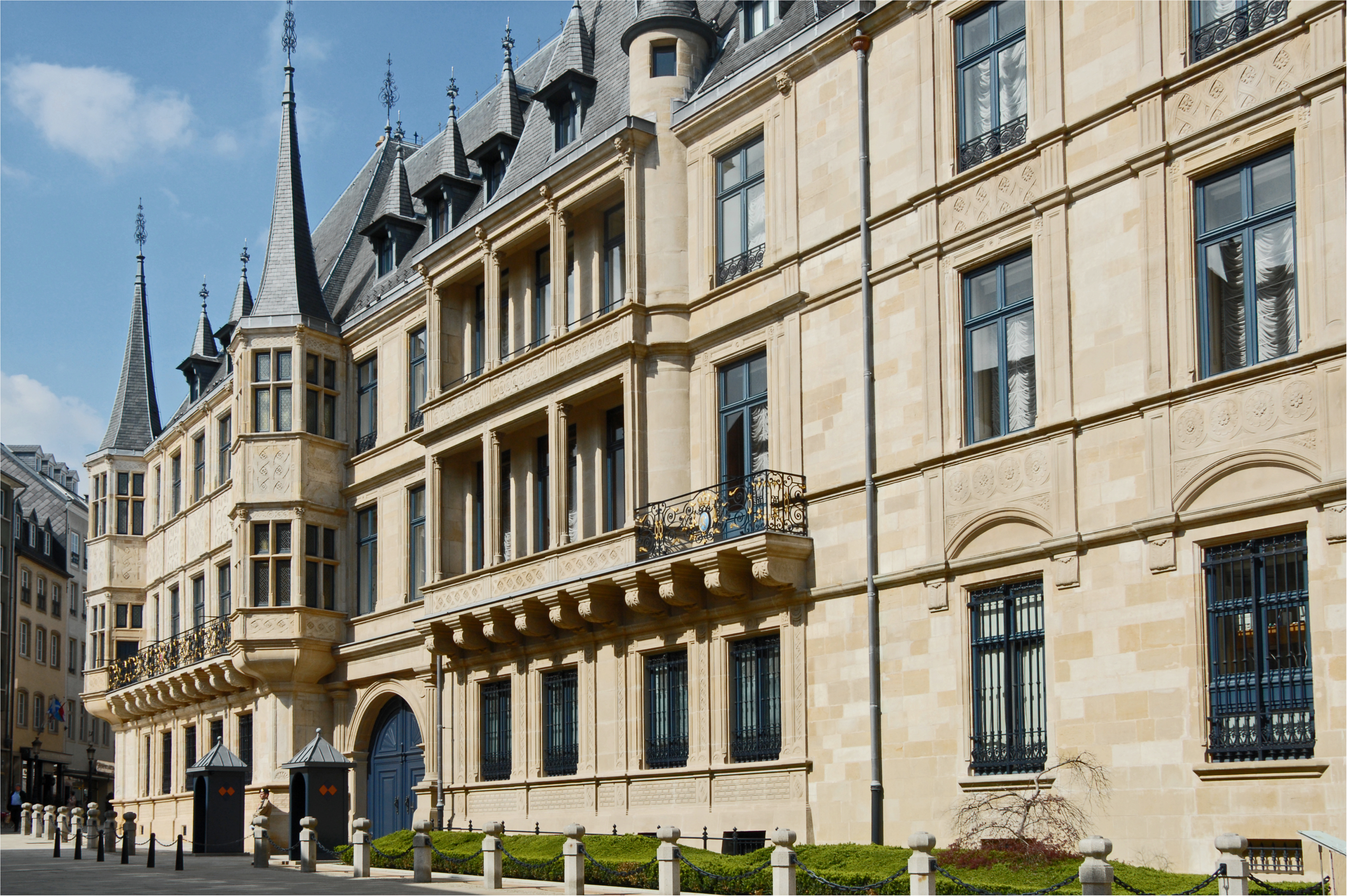
Pałac Wielkich Książąt

W miejscu dzisiejszego miasta istniały już prawdopodobnie zabudowania w czasach Cesarstwa Rzymskiego, lecz obecnie za moment powstania Luksemburga przyjmuje się rok 963 gdy wywodzący się z lokalnego rodu Zygfryd kupił od opactwa benedyktyńskiego w Trewirze castellum quod dicitur Lucilinburhuc – niewielki zamek zbudowany na skale przy dawnej drodze rzymskiej z Reims do Trewiru. Zygfryd zbudował nowy zamek na skale zwanej Bock, w pobliżu której rozrosła się osada miejska. Sam Zygfryd jest dziś uznawany za pierwszego hrabiego Luksemburga, choć sam nie posługiwał się tym tytułem. Miejscowość otrzymała prawa miejskie w 1244. Z racji strategicznego położenia było bardzo silnie ufortyfikowane i bardzo często przechodziło z rąk do rąk. W 1443 roku książę burgundzki Filip Dobry odkupił od Elżbiety z Goerlitz Luksemburg i wkroczył do miasta rozpoczynając okres rządów Księstwa Burgundii trwający do śmierci Marii Burgundzkiej w 1482 roku. Po niej miasto odziedziczył jej syn Filip Piękny, który założył dynastię hiszpańskich Habsburgów. W 1542 i ponownie w 1543 Franciszek I Walezjusz zdobył miasto i zburzył stary zamek hrabiów luksemburskich, jednak jego rządy nie trwały długo. Po ponownym opanowaniu Luksemburga przez hiszpańskich Habsburgów, w 1684 miasto zostało zdobyte przez Francuzów, którzy następnie otoczyli je systemem nowoczesnych fortyfikacji według projektu Sebastiana Vauban. Po zakończeniu Wojny o Palatynat w roku 1697 miasto powróciło w ręce Hiszpanii, a po wojnie o sukcesję hiszpańską przeszło w ręce Austrii.
Podczas rewolucji francuskiej miasto zostało dwukrotnie zajęte przez Francję – na krótko w 1793 roku i ponownie po siedmiu miesiącach oblężenia, po którym francuski inżynier Lazare Carnot stwierdził, że Luksemburg to najlepsza twierdza na świecie poza Gibraltarem, w związku z czym zaczęto określać miasto jako „Gibraltar Północy”. Po 1815 roku miasto znajdowało się pod pruską kontrolą wojskową. Po kryzysie luksemburskim w 1867 roku na podstawie traktatu londyńskiego miasto opuścił garnizon pruski i rozpoczęto trwającą szesnaście lat rozbiórkę potężnych fortyfikacji twierdzy.
Po wybuchu I wojny światowej, mimo ogłoszonej przez Luksemburg neutralności, 2 sierpnia 1914 roku miasto zajęli Niemcy, którzy następnie od 30 sierpnia przenieśli tu na cztery lata swój sztab. W czasie II wojny światowej od 1940 roku pod okupacją niemiecką. 10 września 1944 roku wyzwolone przez wojska amerykańskie. W grudniu 1944 i styczniu 1945 roku był ostrzelany przez Niemców 183 pociskami z działa V3 z okolic Lampaden koło Trewiru. 

## Podział administracyjny
Administracyjnie Luksemburg podzielony jest na 24 dzielnice (Quartier): 
| Beggen                                                                                  | Hollerich (Hollerech)                                                                |
| Belair                                                                                  | Kirchberg (Kierchbierg)                                                              |
| Bonnevoie-nord/Verlorenkost (Bouneweg-Nord/Verluerekascht / Bonneweg-Nord/Verlorenkost) | Limpertsberg (Lampertsbierg)                                                         |
| Bonnevoie-sud (Bouneweg-Süd / Bonneweg-Süd)                                             | Merl (Märel)                                                                         |
| Cents (Zens)                                                                            | Muhlenbach (Millebaach / Mühlenbach)                                                 |
| Cessange (Zéisseng / Zessingen)                                                         | Neudorf/Weimershof (Neiduerf/Weimeschhaff)                                           |
| Clausen                                                                                 | Pfaffenthal (Pafendall)                                                              |
| Dommeldange (Dummeldeng / Dommeldingen)                                                 | Pulvermühl (Polvermillen / Pulvermühle)                                              |
| Eich (Eech)                                                                             | Quartier de la Gare (Garer Quartier / Bahnhofsviertel)                               |
| Gasperich (Gaasperech)                                                                  | Rollingergrund/Belair-nord (Rollengergronn/Belair-Nord / Rollingergrund/Belair-Nord) |
| Grund (Gronn)                                                                           | Ville-haute (Uewerstad / Oberstadt)                                                  |
| Hamm                                                                                    | Weimerskirch (Weimeschkierch)                                                        |

## Gospodarka
Ważny ośrodek finansowy i przemysłu stalowego, meblarskiego, garbarskiego, tekstylnego, browarów i fabryk spożywczych.

### Instytucje UE
W mieście mają siedzibę:
- Europejski Trybunał Sprawiedliwości
- sekretariat Parlamentu Europejskiego
- Europejski Trybunał Obrachunkowy
- Europejski Bank Inwestycyjny
- Centrum Tłumaczeń dla Organów Unii Europejskiej
- Prokuratura Europejska

Odbywają się tutaj obrady Rady Unii Europejskiej. Większość budynków instytucji europejskich zlokalizowana jest w dzielnicy Kirchberg.

## Zabytki i atrakcje turystyczne

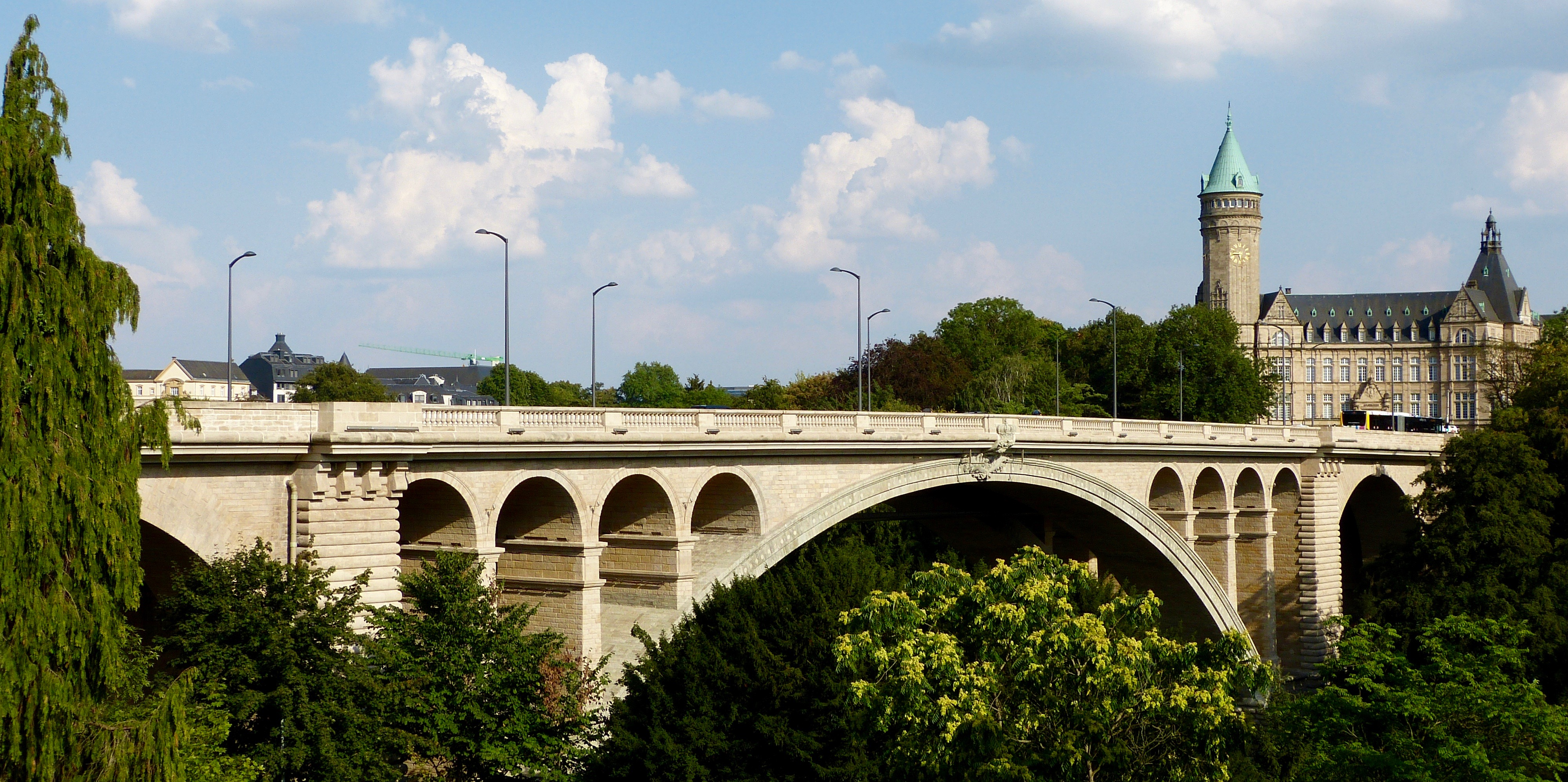
Most Adolphe 1903 roku

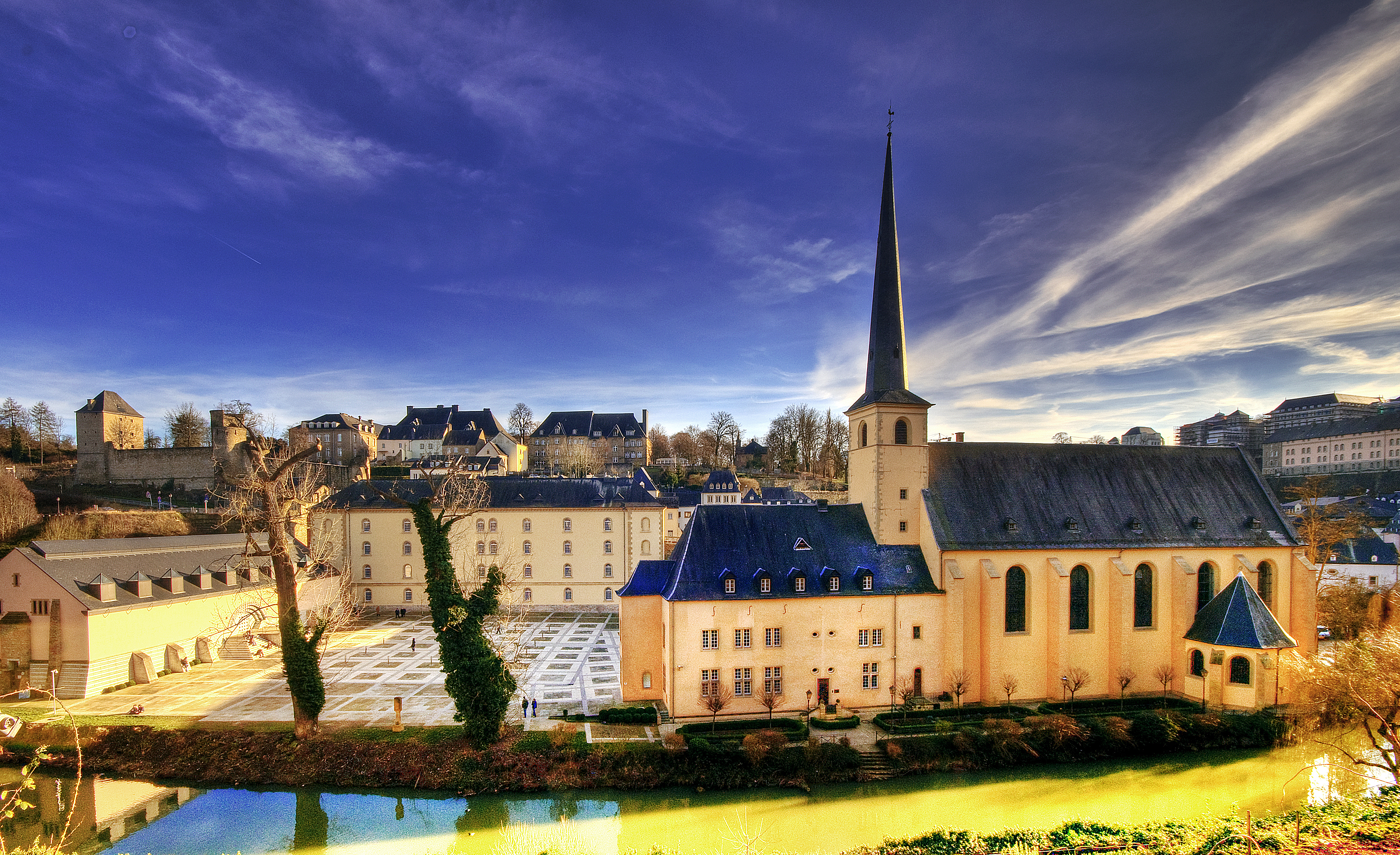
Opactwo Neumünster w Luksemburgu

- Pałac Wielkich Książąt z 1572 r. z nowym skrzydłem budynku parlamentarnego Hôtel de la Chambre z XIX w.
- kościół św. Michała (Saint-Michel) z 987 r. (kaplica zamkowa), przebudowany w stylu gotyckim
- brama św. Michała z 1050 r.
- brama Trewirska
- Katedra Notre Dame (dawny kościół Jezuitów) z 1613 r.
- pozostałości Twierdzy Luksemburg:
  - Fort Thüngen z 1732 r.
  - skała Bock (z ruinami zamku z X wieku i kazamatami)
  - Brama des Bons-Malades (Sichepaart), Brama d’Eich i most Béinchen z 1684
  - most zamkowy z 1735 r.
  - Fort Rumigny
  - Fort Lambert
  - wieża Malakoff z 1861
  - koszary Vaubana z 1684 w dzielnicy Grund
- klasztor Kapucynów z 1623 r. (obecnie teatr Théâtre des capucins)
- Opactwo Neumünster z 1688 r. w dzielnicy Grund
- kolegium Jezuitów z XVII w.
- pałac Château de Septfontaines z 1783 r. (właścicieli manufaktury Villeroy & Boch)
- ratusz z 1830 r. w stylu klasycystycznym
- most Nei Bréck z 1900 roku
- most wielkiej księżnej Szarlotty (Pont Grand-Duchesse Charlotte) z 1965 roku
- dworzec kolejowy z 1907 r. w stylu neobarokowym
- Villa Louvigny z 1920 r. (dawna siedziba stacji telewizyjnej RTL)
- pomnik Gëlle Fra (pl. Złota Dama) z 1923 r. (rekonstrukcja pomnika zburzonego przez Niemców)
- cmentarz żołnierzy USA poległych podczas ofensywy w Ardenach wraz z późniejszym grobem gen. Georga Pattona
- Cité Judiciaire (pol. Dzielnica Sądowa) z 2003 r. (proj. Rob Krier)
- Filharmonia Luksemburska z 2002 r. (proj. Christian de Portzamparc)
- synagoga
- Uniwersytet Luksemburski (Université du Luxembourg)
- Biblioteka Narodowa Luksemburga (Bibliothèque nationale de Luxembourg)

## Muzea

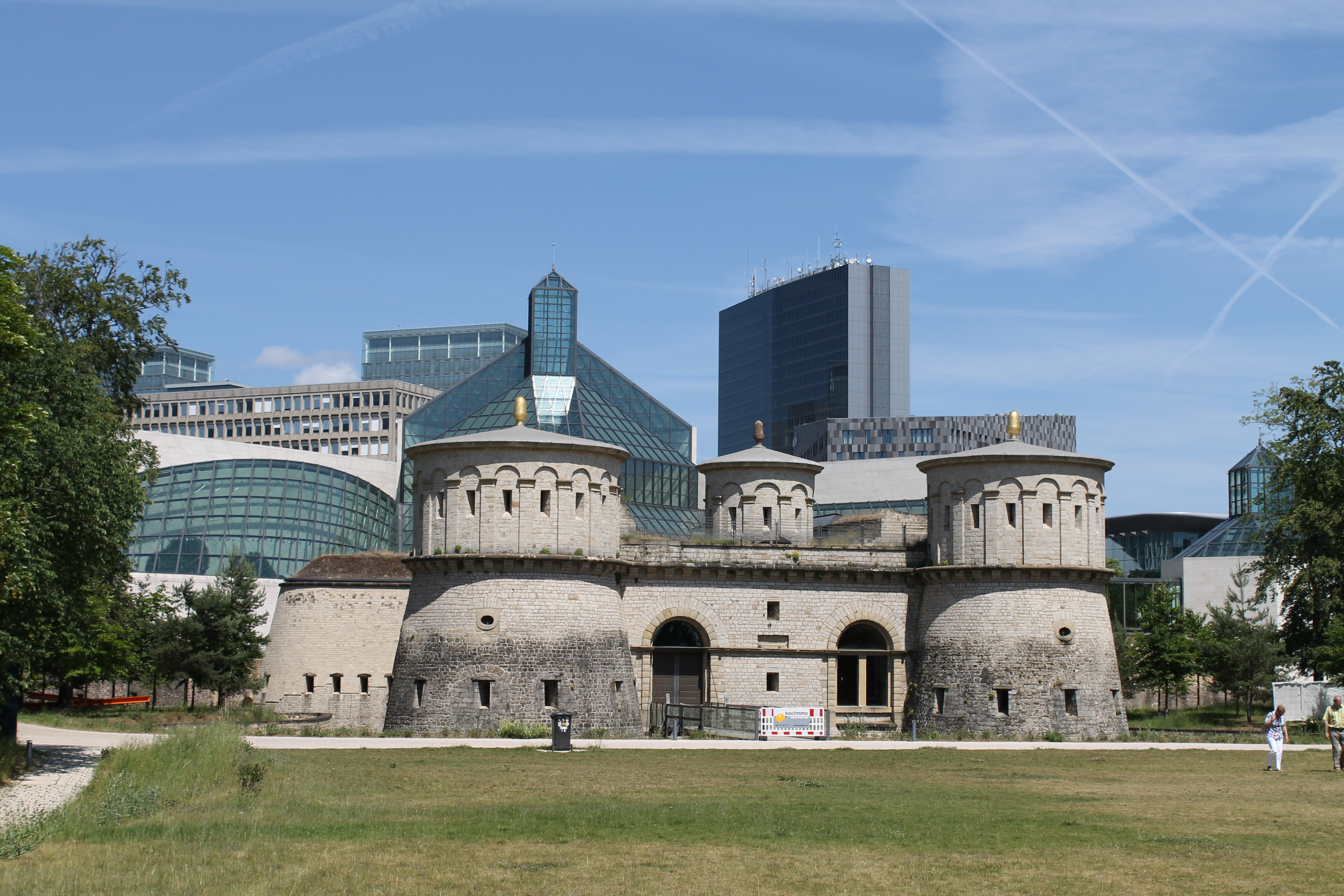
Musée d’Art Moderne Grand-Duc Jean (Muzeum Sztuki Nowoczesnej)

- Musée national d’histoire et d’art (Muzeum Historii i Sztuki)
- Musée national d’histoire naturelle (Muzeum Historii Naturalnej)
- Lëtzebuerg City Museum (Muzeum Historii Miasta Luksemburg)
- Musée d’Art Moderne Grand-Duc Jean MUDAM proj. I.M. Pei (Muzeum Sztuki Nowoczesnej)

## Transport

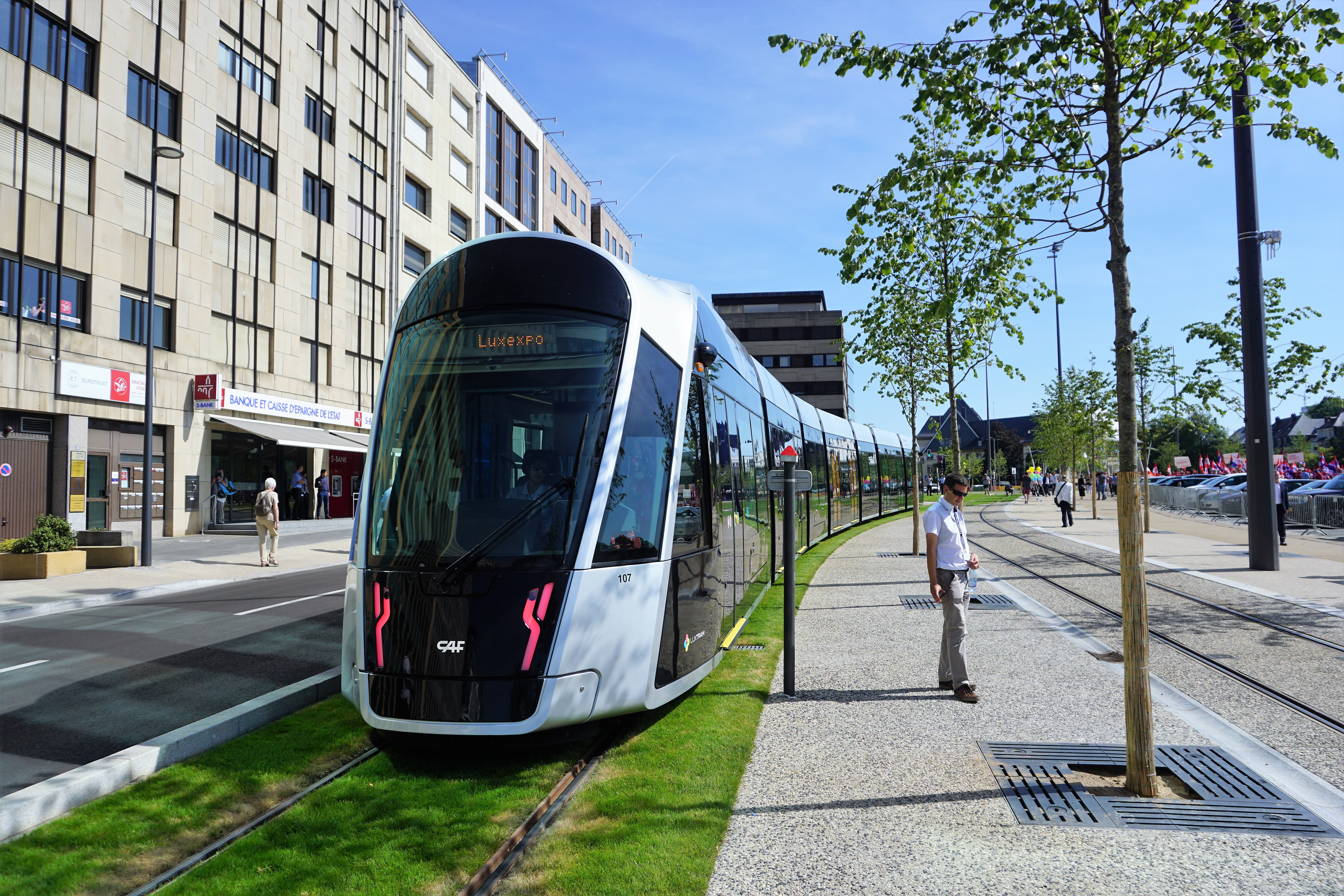
Tramwaj w mieście

W mieście znajdują się stacje kolejowe Luksemburg, Hollerich i port lotniczy Luksemburg. Istnieją regularne połączenia kolejowe z Luksemburga do Ettelbruck, Esch-sur-Alzette, Wasserbillig i Kleinbettingen, a trasy międzynarodowe obejmują Trewir i Koblencję w Niemczech, Brukselę i Liège w Belgii oraz Metz i Nancy we Francji.
Historyczna sieć tramwajowa w Luksemburgu została zamknięta w 1964 r. w ramach ogólnego spadku liczby tramwajów w Europie, ale miasto przywróciło tramwaje pod koniec 2017 r.
Od 29 lutego 2020 r. korzystanie z całego transportu publicznego w Luksemburgu (autobusy, tramwaje i pociągi) jest bezpłatne.

## Sport
W Luksemburgu od 1996 roku rozgrywany jest kobiecy turniej tenisowy, BGL BNP Paribas Luxembourg Open. W mieście działają dwa kluby piłkarskie, Racing FC Union Luksemburg i FC Luksemburg City.

## Polonia
- W 1929 roku w Luksemburgu powstał Związek Chrześcijańskich Robotników Polskich, którego kontynuatorem od 1958 r. jest Związek Polaków im. Fryderyka Chopina (Union des Polonais Fryderyk Chopin au Grand Duché de Luxembourg). W mieście działa także Polskie Towarzystwo Kulturalne w Luksemburgu (L’Association Culturelle Polonaise à Luxembourg).
- Od 2007 r. prężnie działa stowarzyszenie polska.lu, które propaguje polską kulturę (Festiwal Kultury Polskiej). Dni Teatru Polskiego pełni rolę portalu medialnego.
- Kościół pw. św. Henryka Króla (Saint-Henri) w dzielnicy Neudorf/Weimershof, należy do Polskiej Misji Katolickiej.

## Kultura
- Corocznie na placu Glacis (Champ du Glacis) odbywa się dobroczynny festiwal Schueberfouer organizowany od 1340, kiedy to został zainicjowany przez księcia Jana Luksemburskiego.
- poza Metz, Saarbrücken i Trewirem Luksemburg jest centrum europejskiego rejonu SaarLorLux. Od 2006 roku cztery wyżej wspomniane miasta tworzą sieć, tak zwaną QuattroPole. Miasta współpracują ze sobą na różne sposoby (komunikacja, festiwale, wydarzenia kulturalne).
- W roku 2007 Luksemburg był Europejską Stolicą Kultury i reprezentował rejon SaarLorLux.

## Współpraca
Miejscowości partnerskie:
- Metz, Francja (1952)[4]
- Praga, Czechy (1968)[4]

## Galeria

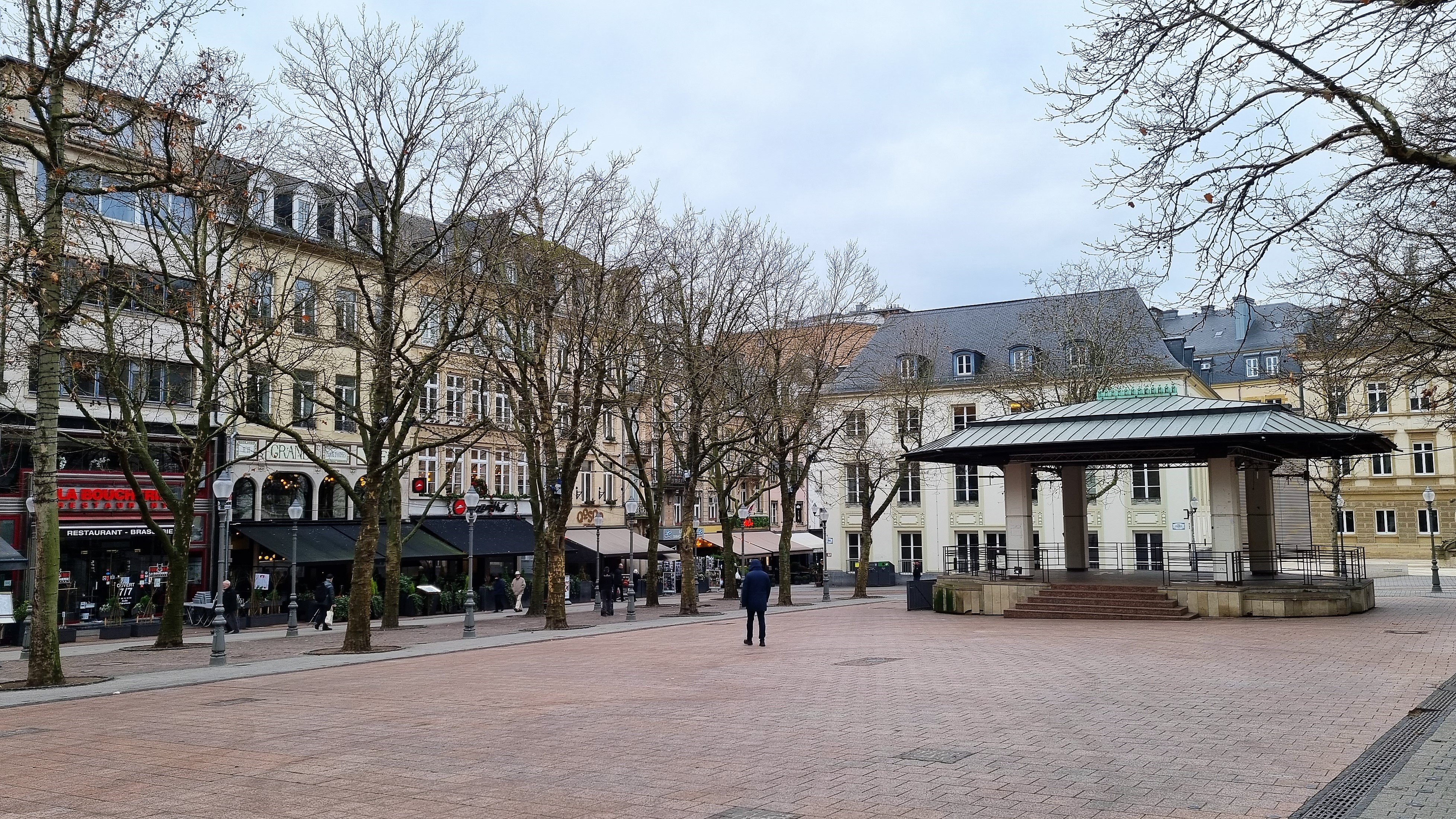
Place d’Armes
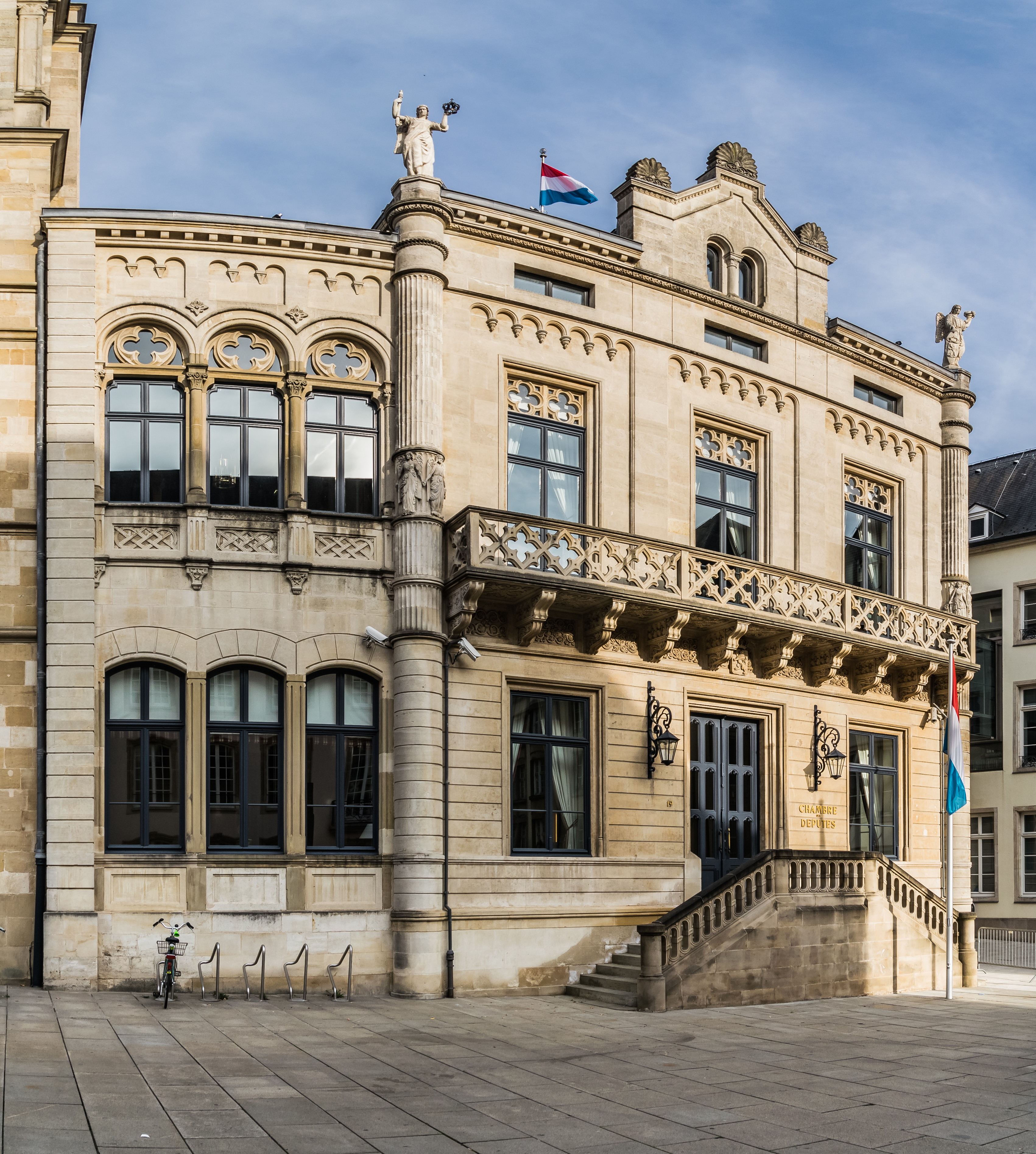
Hôtel de la Chambre
Dzielnica Grund
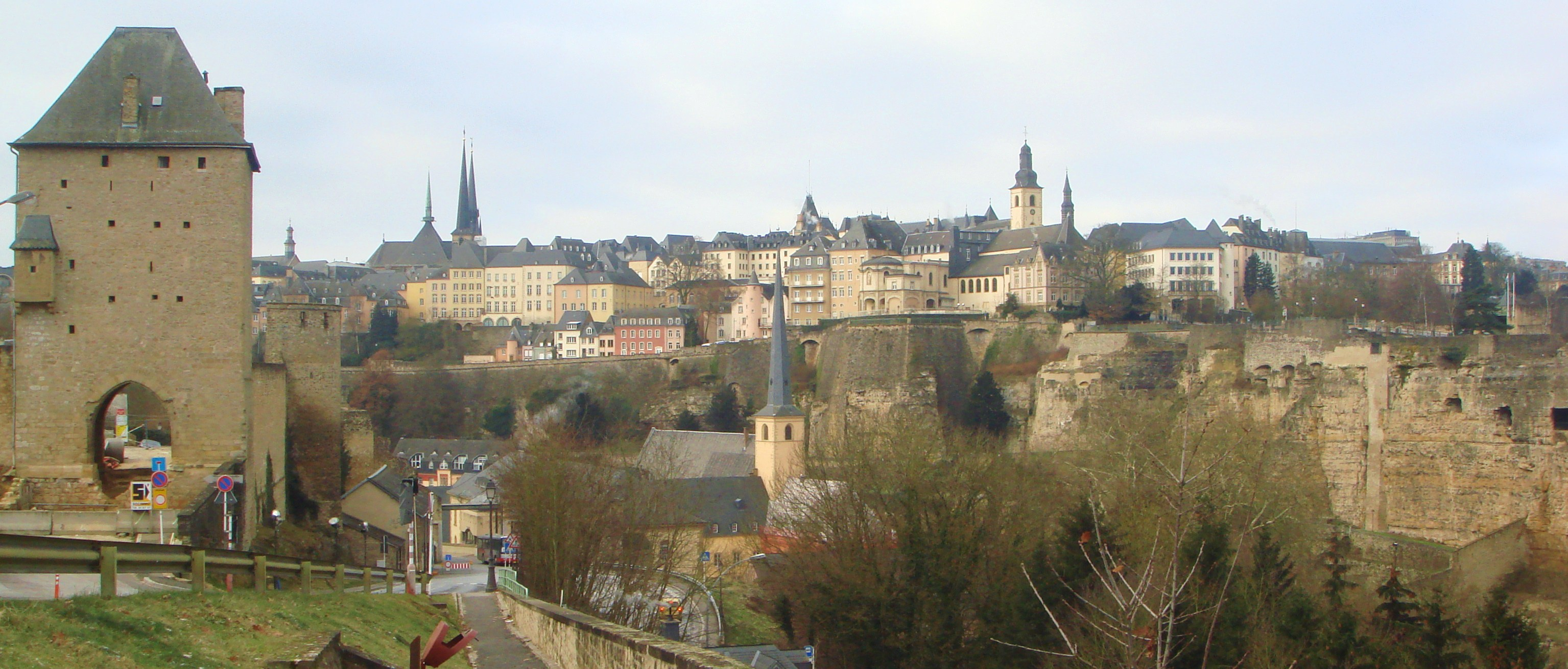
Brama Trewirska
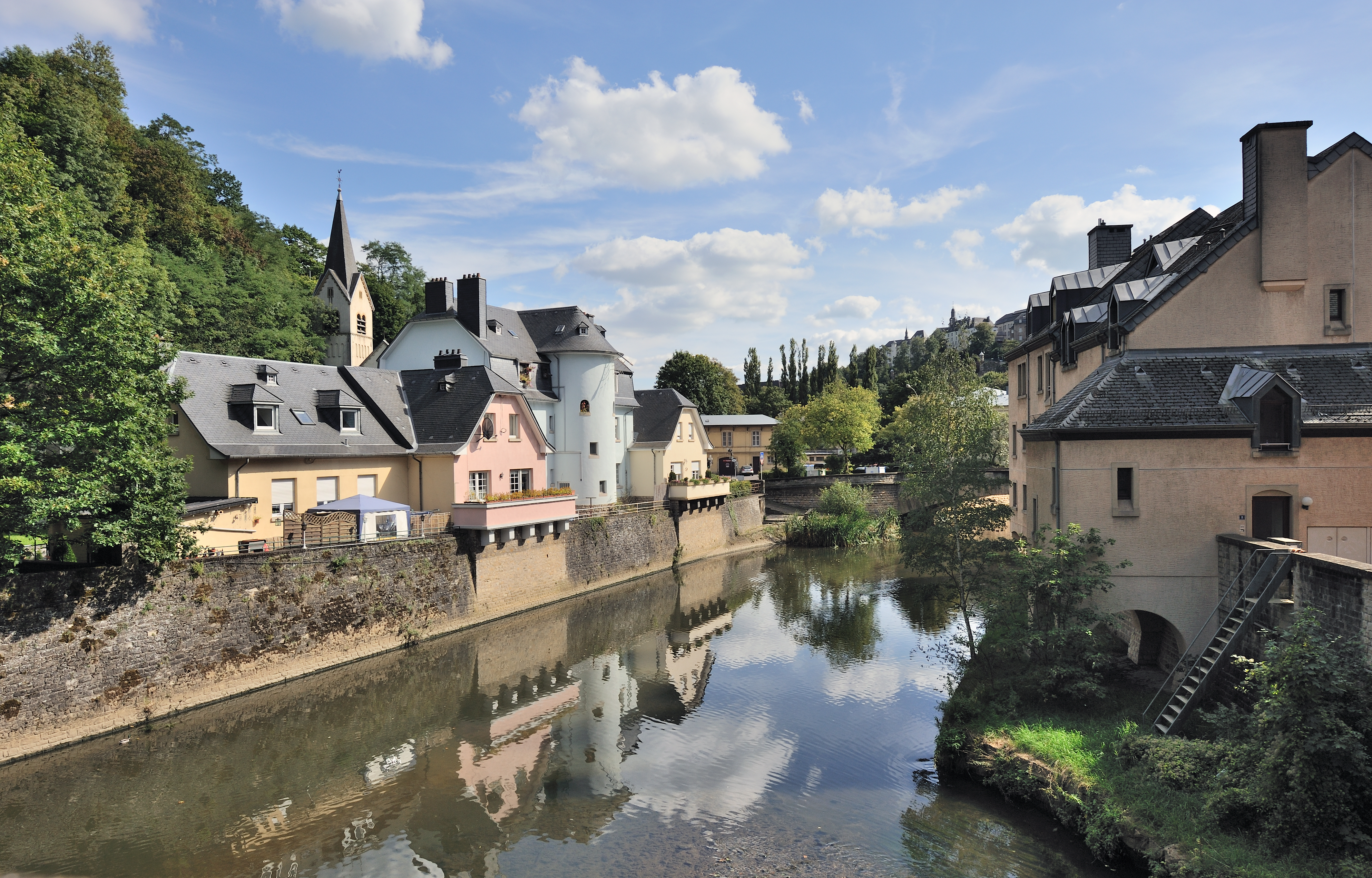
Rzeka Alzette koło mostu Béinchen
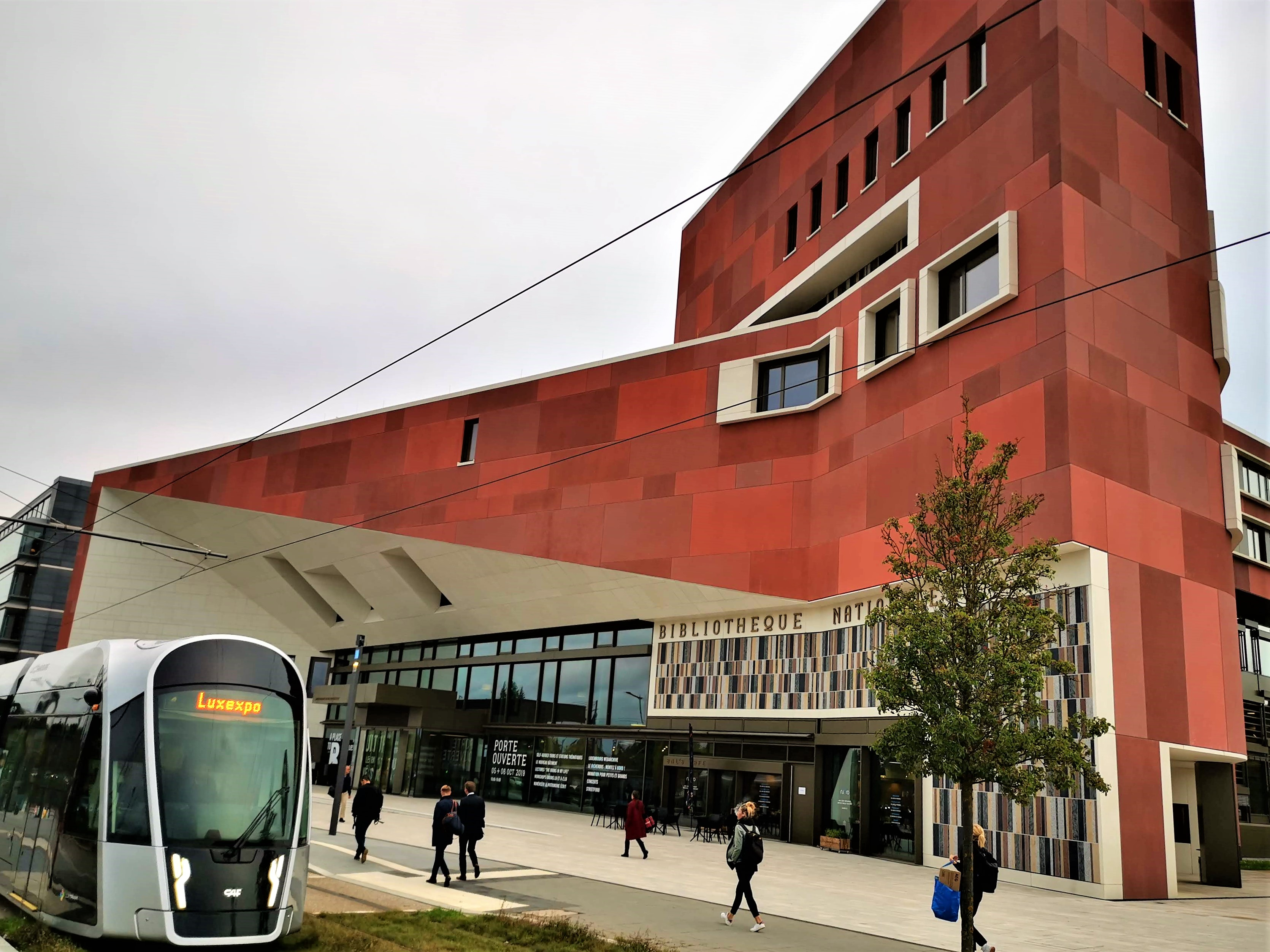
Biblioteka Narodowa Luksemburga
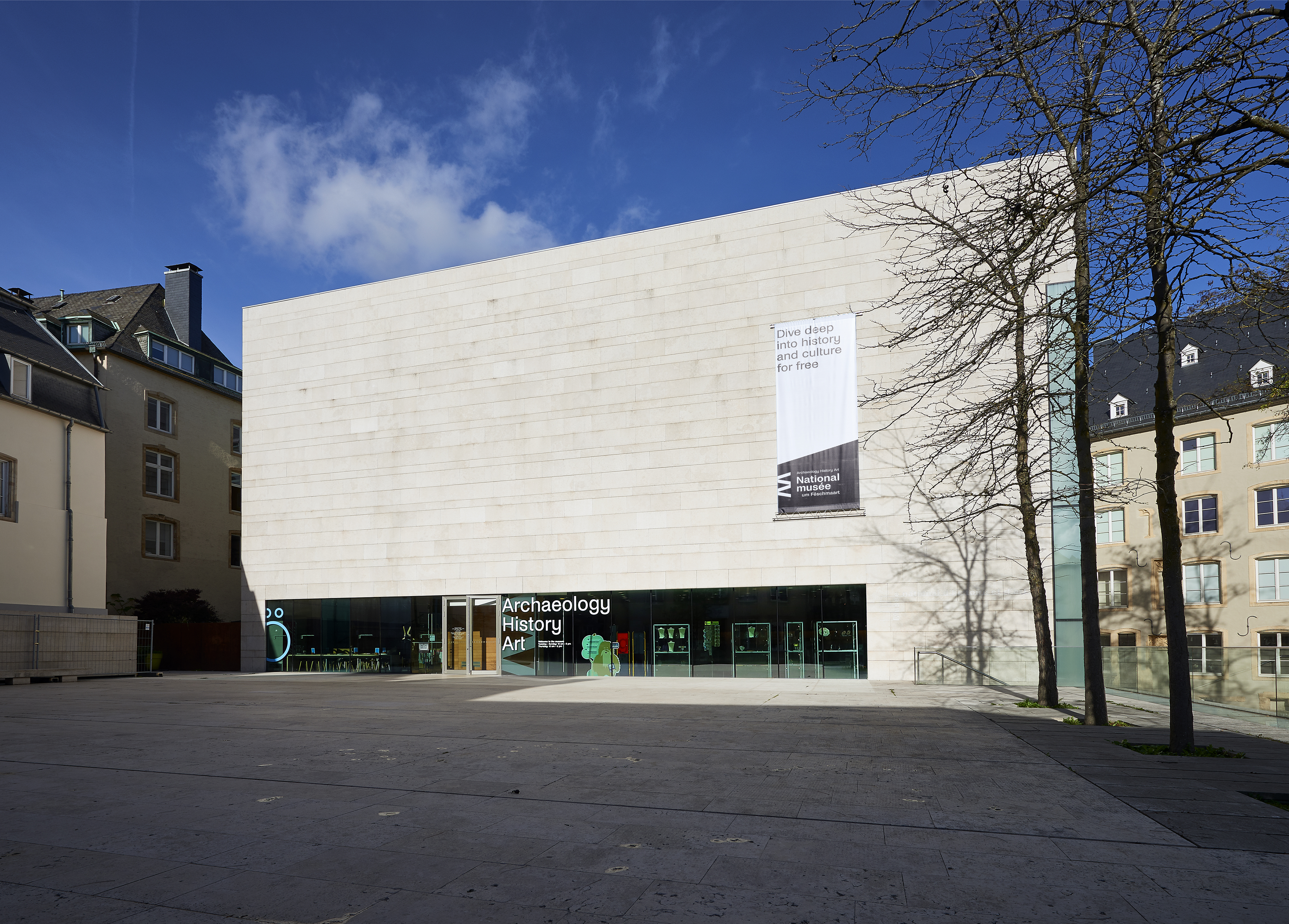
Narodowe Muzeum Archeologii, Historii i Sztuki (Musée national d'archéologie, d'histoire et d'art) MNAHA